# Edwin Płażek (urzędnik)
Edwin Teodor Płażek (ur. 9 września 1842 we Lwowie, zm. 2 kwietnia 1925 tamże) – polski prawnik, urzędnik.

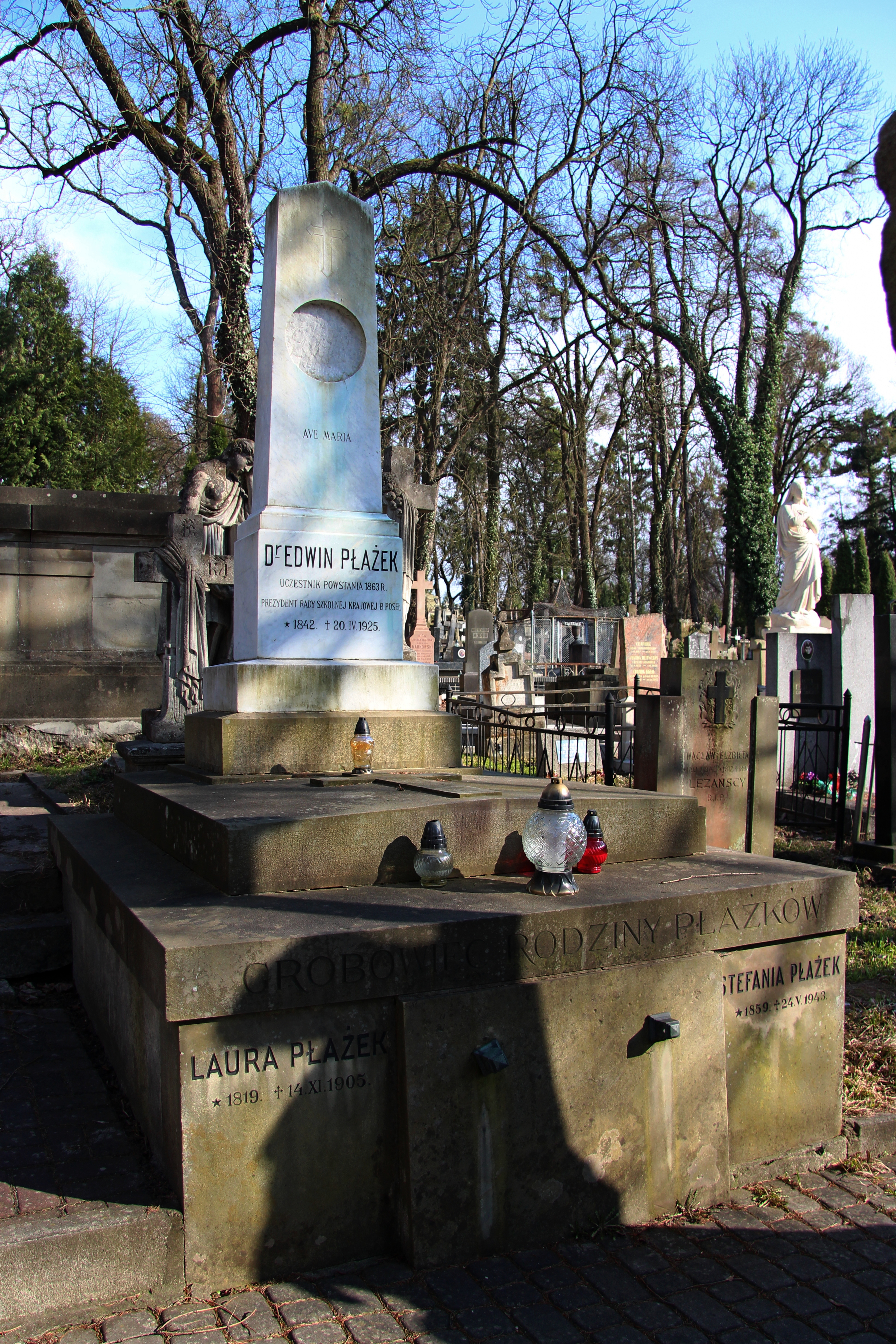
Grobowiec rodzinny Edwina Płażka

## Życiorys
Uczestniczył w powstaniu styczniowym 1863. Ukończył studia prawnicze. Uzyskał tytuł naukowy doktora praw.
W okresie zaboru austriackiego w ramach autonomii galicyjskiej został urzędnikiem samorządowym i w sferze szkolnictwa. Pełnił funkcję starosty powiatu kamioneckiego, powiatu sokalskiego i powiatu złoczowskiego oraz na przełomie lat 70./80. komisarza rządowego powiatu złoczowskiego. Był radcą namiestnictwa, referentem administracyjnym c. k. Rady Szkolnej Krajowej, urzędnikiem c. k. Ministerstwa Oświaty. 11 listopada 1901 objął urząd wiceprezydenta Rady Szkolnej Krajowej. Stanowisko pełnił w kolejnych latach. Pełnił funkcję komisarza rządowego podczas kadencji VIII (1901-1907) i IX (1908-1913) Sejmu Krajowego Galicji. Sprawował mandat posła do parlamentu austriackiego w Wiedniu; był członkiem Polskiego Towarzystwa Filozoficznego we Lwowie od 1904.
Jego żoną została Stefania z domu Wesołowska; ich dziećmi byli Feliks (1882-1950, prawnik, wiceprezes Prokuratorii Generalnej), Maria Baranowska (1884-1912, żona Dantego Baranowskiego), Edwin (1898-1964, chemik).
16 kwietnia 1900 otrzymał I stopień szlachectwa. Otrzymał tytuły honorowego obywatelstwa miasta powiatowych, w których pełnił urząd starosty. W 1909 otrzymał tytuł członka honorowego Polskiego Towarzystwa Pedagogicznego we Lwowie.
Po odzyskaniu przez Polskę niepodległości (1918) w okresie II Rzeczypospolitej został awansowany na stopień podporucznika weterana Wojska Polskiego.
Został pochowany w kwaterze powstańczej na Cmentarzu Łyczakowskim we Lwowie.